# Boonville (Carolina del Nord)
Boonville è un comune degli Stati Uniti d'America, situato in Carolina del Nord, nella contea di Yadkin.